# アルフレッド・ジェイコブ・ミラー
アルフレッド・ジェイコブ・ミラー（Alfred Jacob Miller、1810年1月2日 - 1874年6月26日）はアメリカ合衆国の画家である。スコットランドの冒険家のウィリアム・ドラモンド・スチュワートの北米探検旅行に同行し、毛皮を集める猟師やネイティブ・アメリカンを題材に描いた絵画で知られている。

## 略歴
ボルチモアで生まれた。父親は商人で居酒屋を経営し、農園も持っていた。ボルチモアのプライベート・スクールで学ぶが、美術教育を受けてはいない 。フィラデルフィアで働く画家、トマス・サリー(1783-1872)から美術を学んだ可能性がある。1832年に家族や、ボルチモアの支援者から資金援助を受けて、美術を学ぶためにパリに渡り、非正規の学生としてパリ国立高等美術学校の人物画のクラスに参加し、ルーブル美術館の作品を模写して修行した。イタリアも旅し、ボローニャ、フィレンツェ、ヴェネツィアを旅した後、ローマに滞在し、ローマでは彫刻家のベルテル・トルバルセンやオラース・ヴェルネとも知りあった。
1834年にボルチモアに戻り、スタジオを開き、肖像画や名画の複製画を描く生活を始めたが、ボルチモアでは得られる仕事が少ないので、1837年にニューオリンズに移り、ニューオリンズで肖像画家として働いた 。
1832年からアメリカ西部の探検旅行をしていたスコットランドの貴族で冒険家のウィリアム・ドラモンド・スチュワート(William Drummond Stewart: 1795-1871)に雇われ、1837年に、ロッキー山脈に同行し、スチュワートの狩りの旅を記録する絵画を描き、同じ年にスチュワートと毛皮会社の社員とワイオミング州まで旅し、グリーン川を遡上する旅を行った。
ニューオリンズに戻ると、これらの旅の間、水彩で描いたスケッチをもとに油絵を描いた。1838年にニューオリンズで展覧会を開いた。1840年に作品とともにスコットランドに旅し、パース・アンド・キンロスのスチュワートの城(Murthly Castle)に作品は収蔵されることになった。ミラーはスコットランド、ロンドンでしばらく過ごした後、1842年に帰国してボルチモアに住み、再び画家として働いた。
1874年にボルチモアで没した。

## 作品

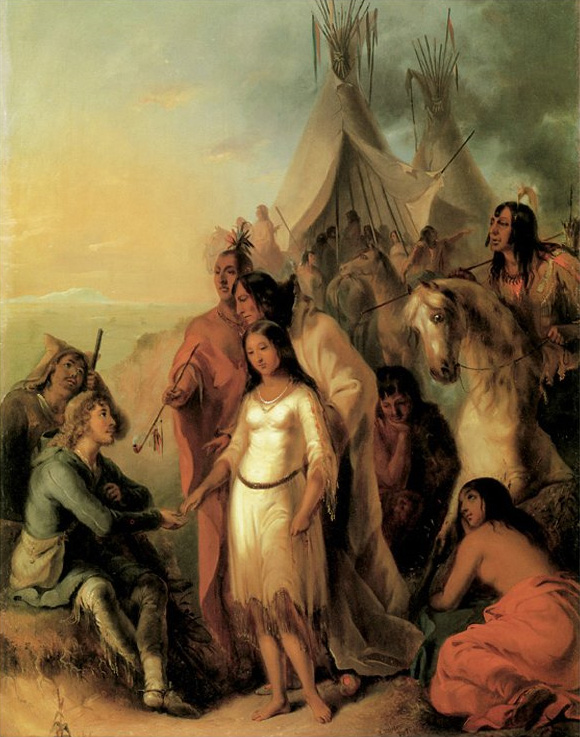
猟師の結婚式
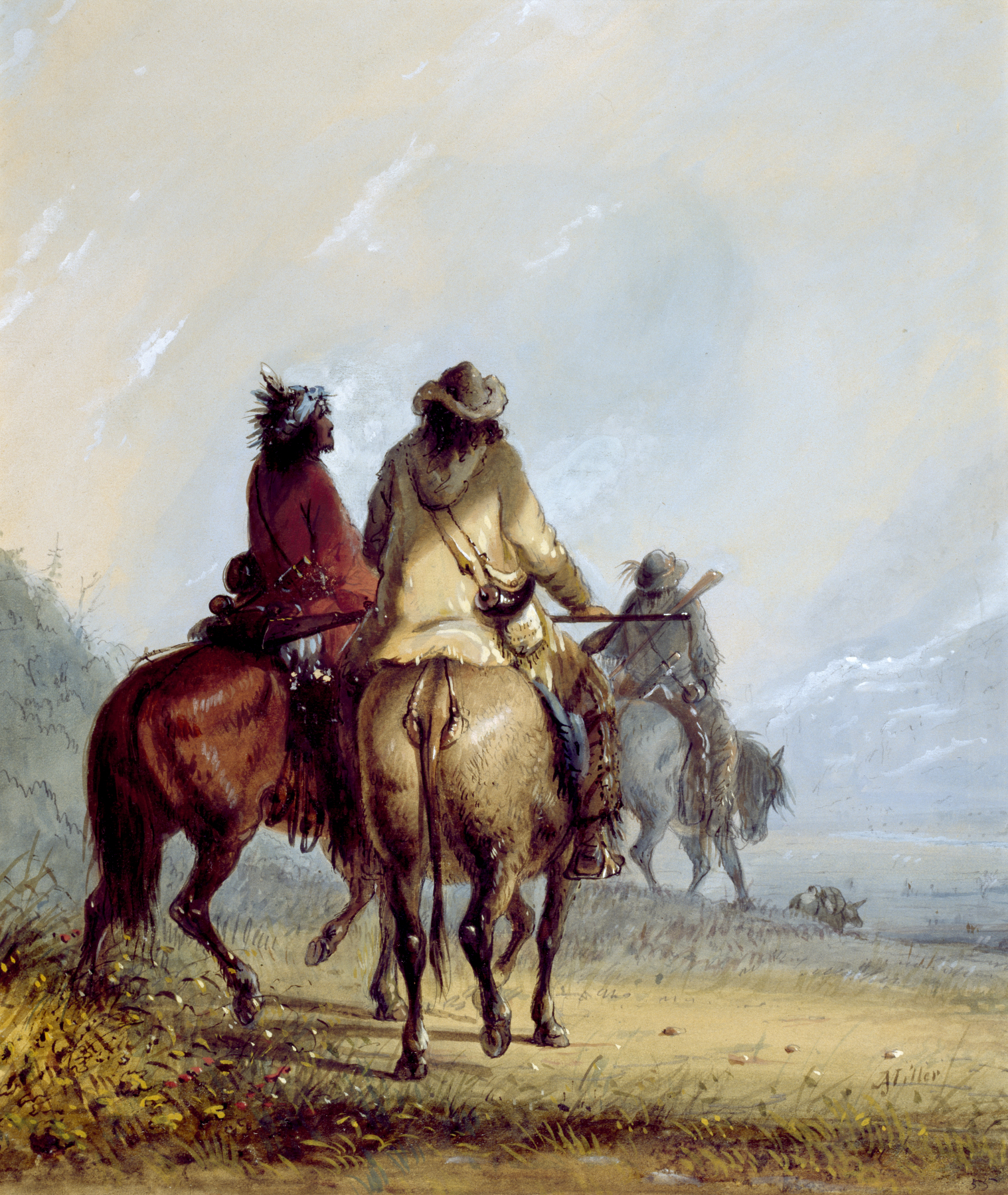
ビーバー猟に出かける罠猟師
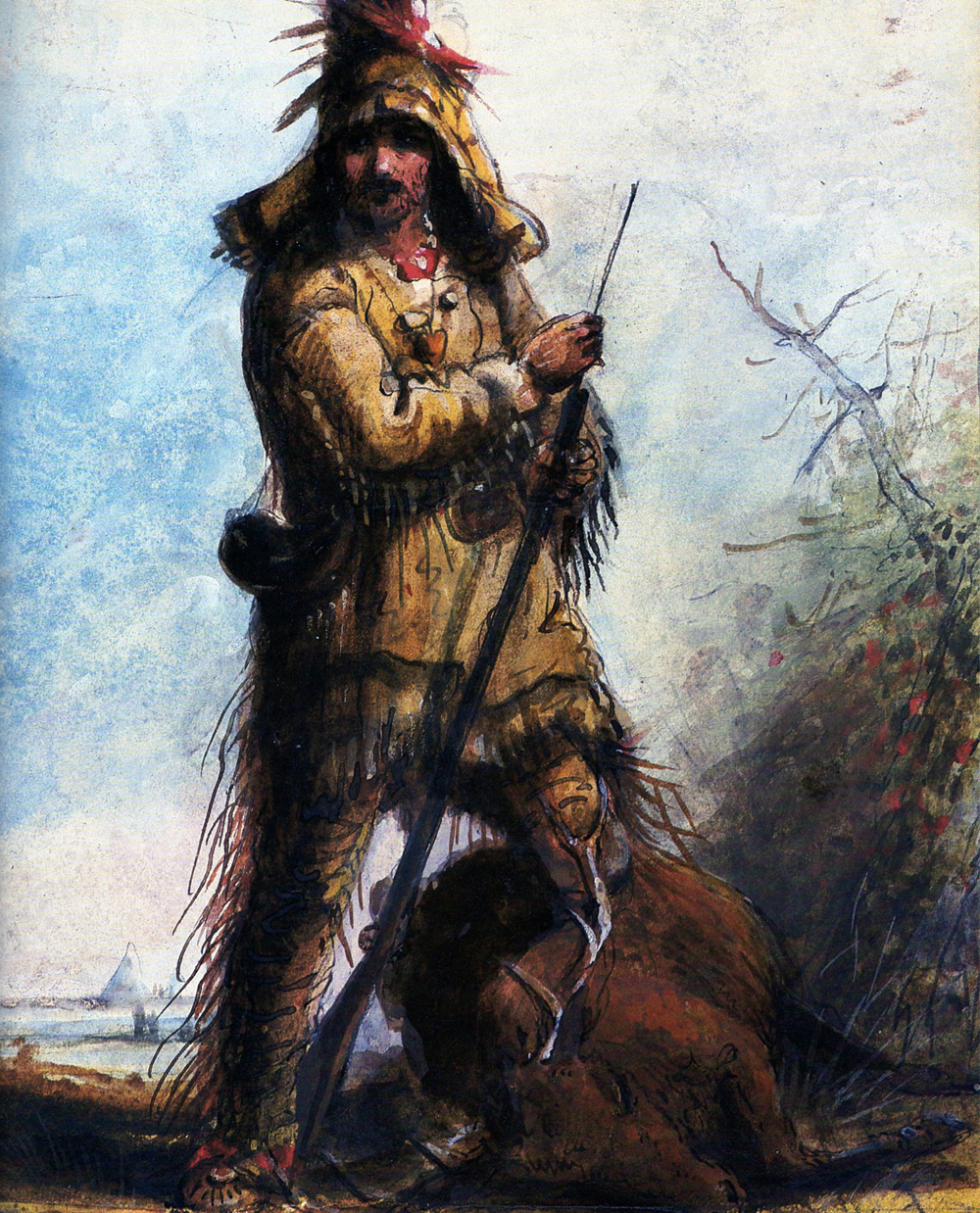
ロッキーの罠猟師
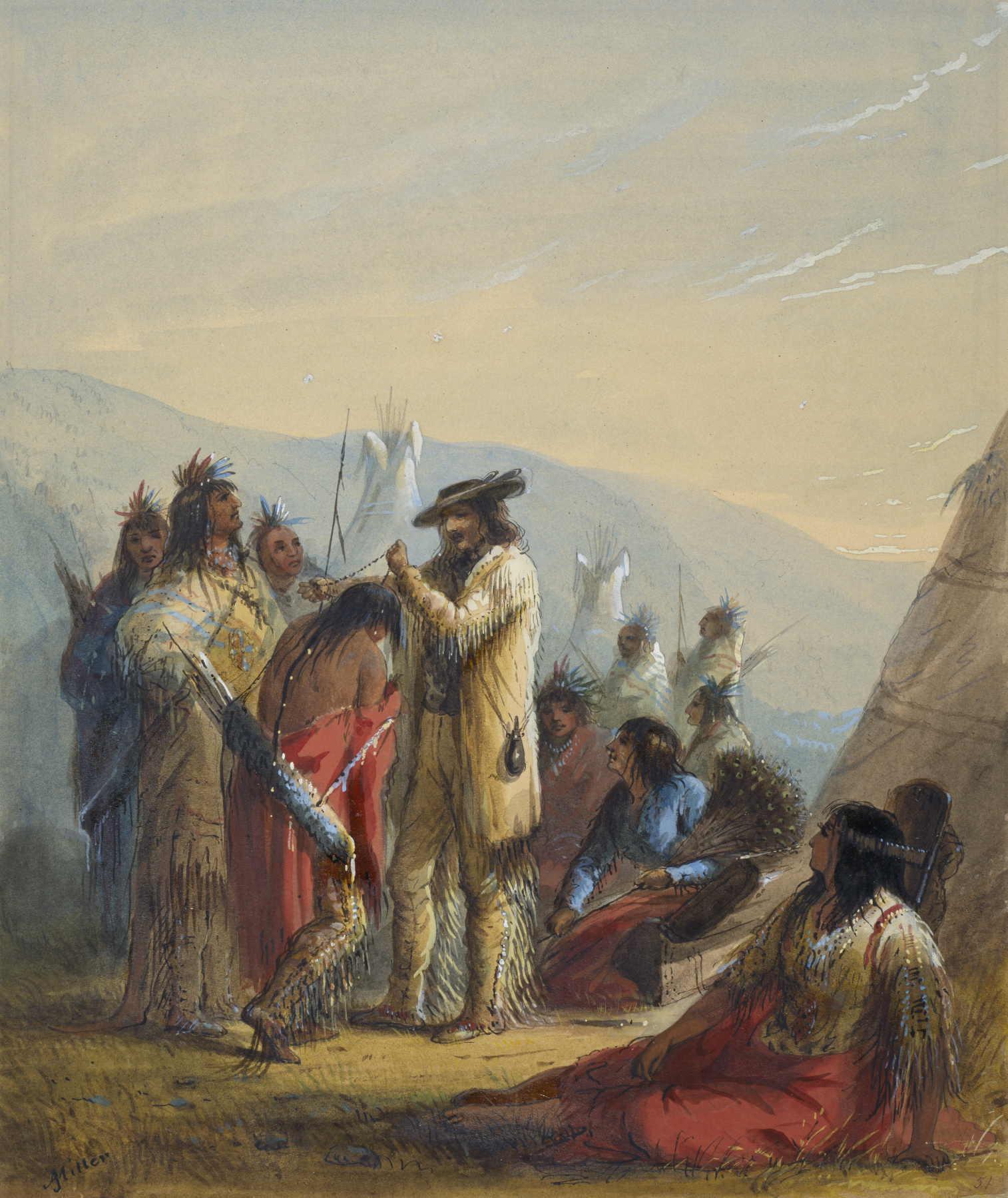
インディアンへのプレゼント

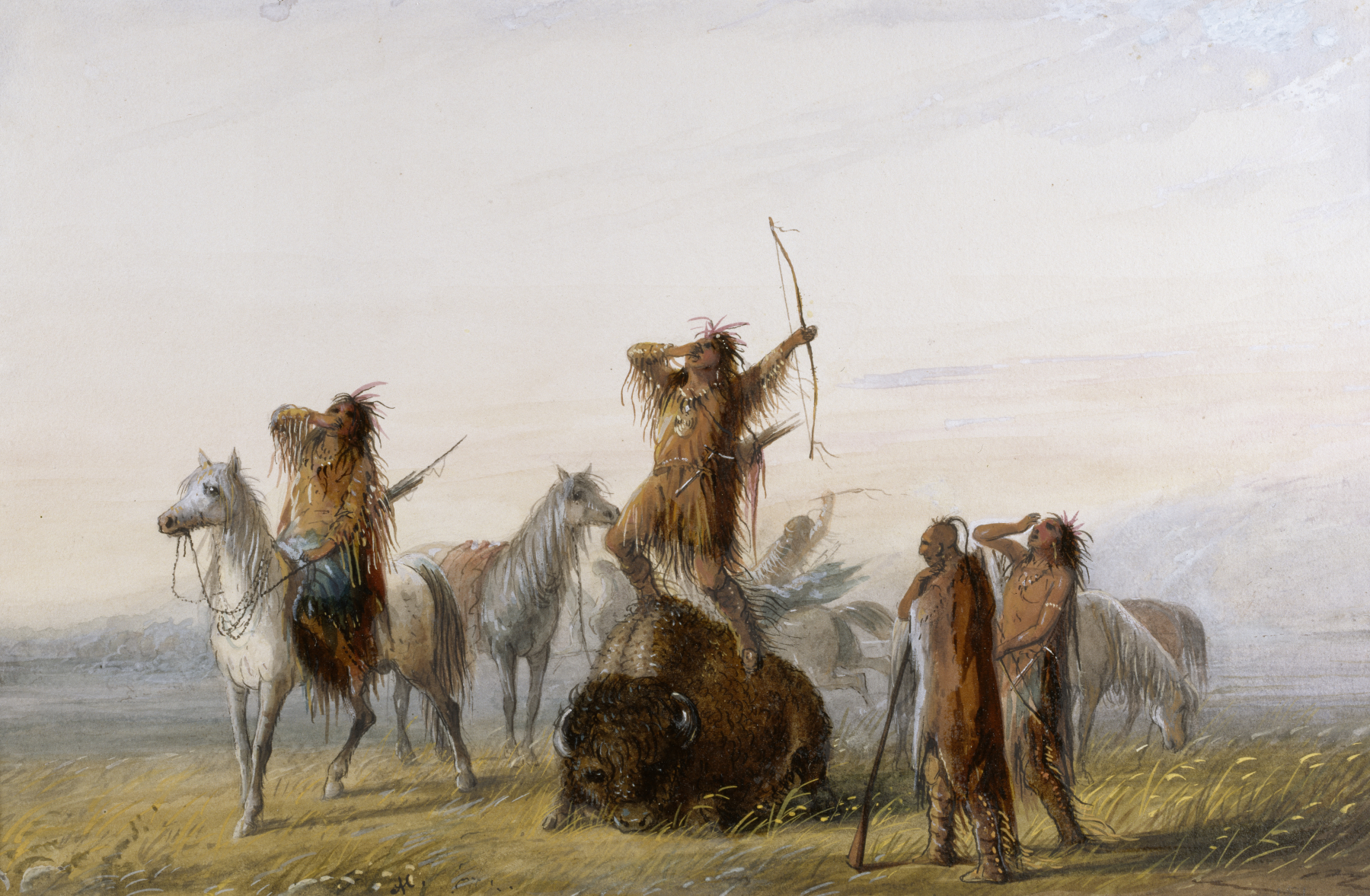
"Yell of Triumph" ウォルターズ美術館蔵
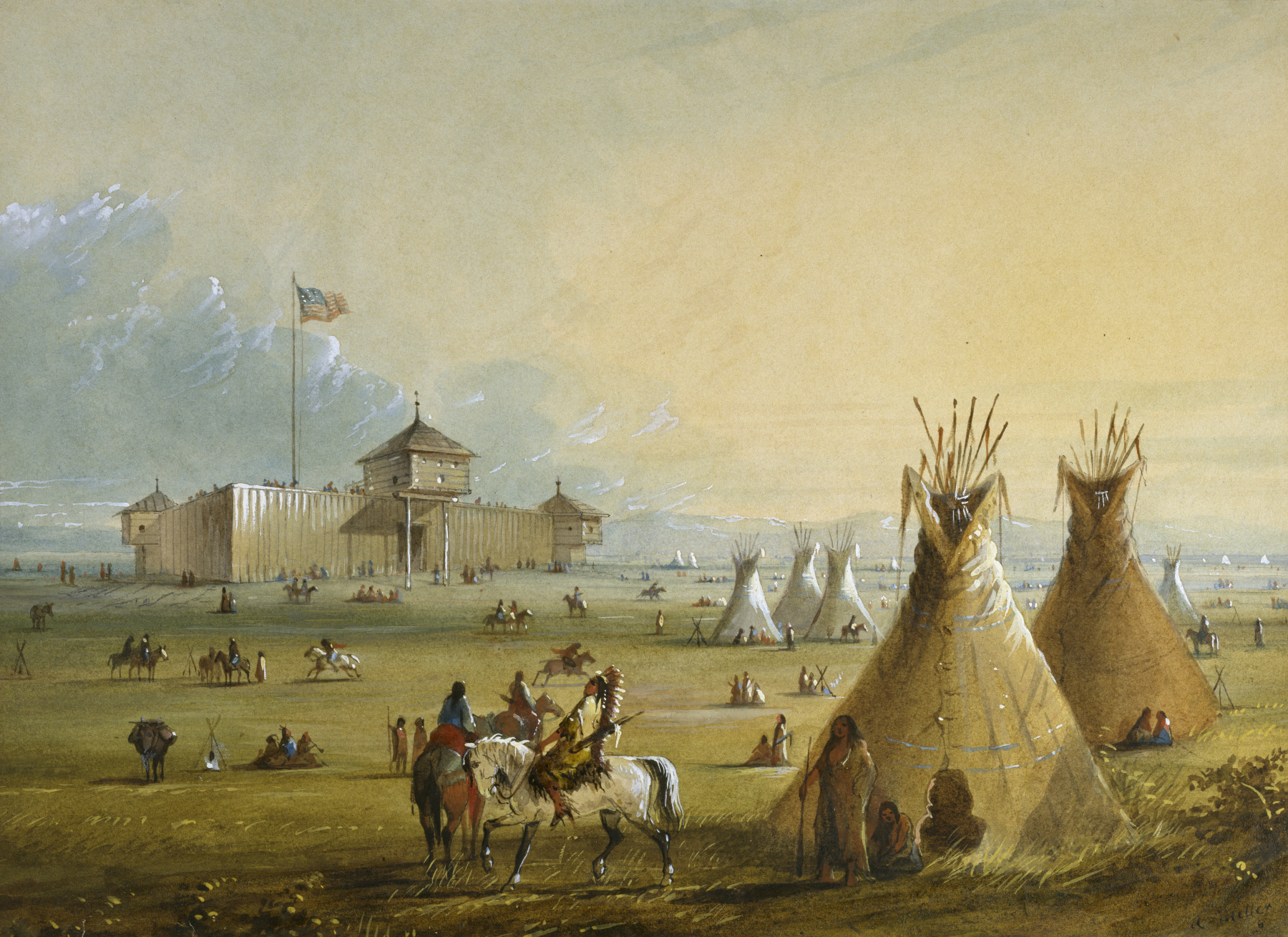
"Fort Laramie" ウォルターズ美術館　蔵
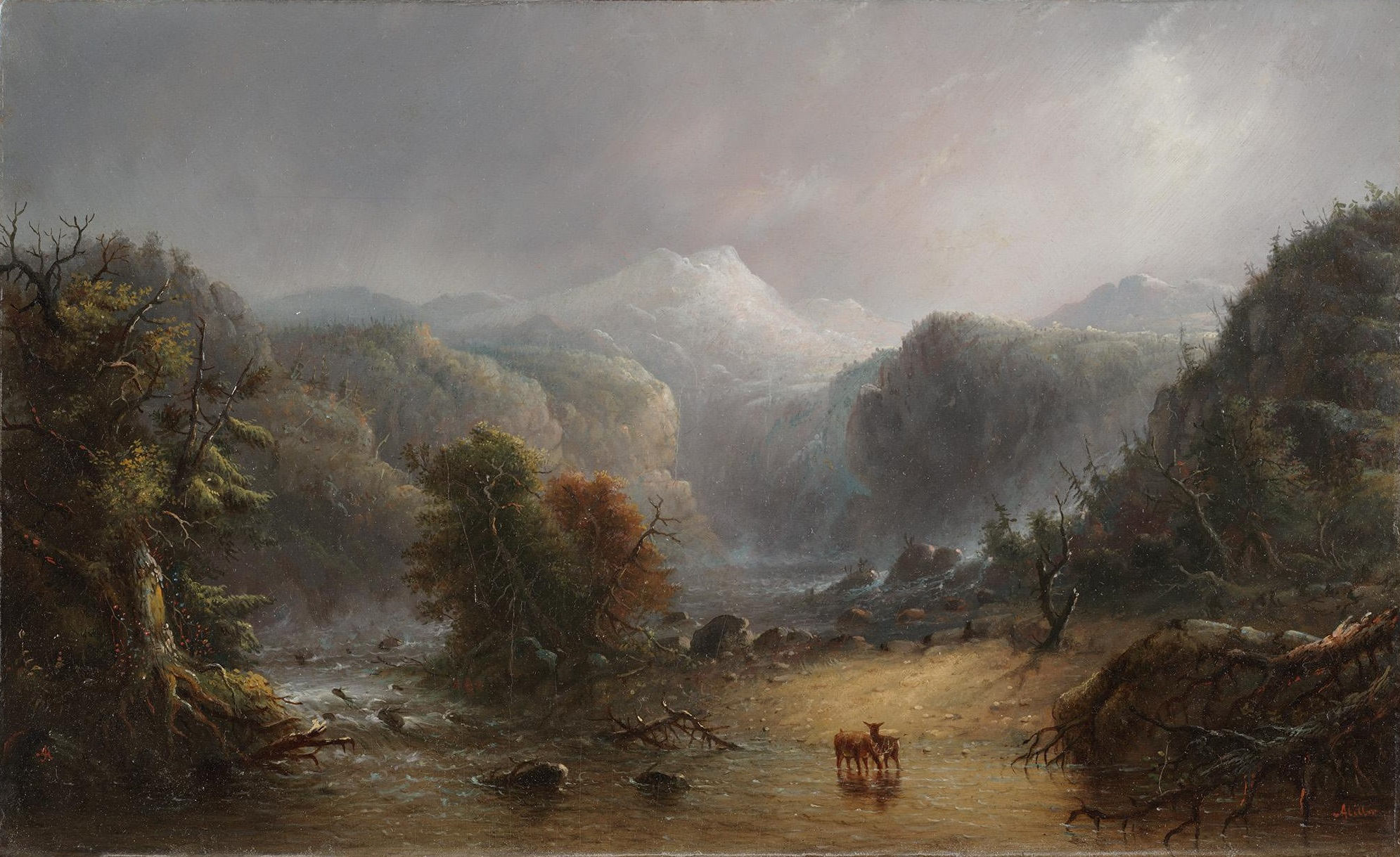
"Where the Clouds Love to Rest"(c.1850) ダラス美術館蔵